# Horst R. Schmidt
Horst Rudolf Schmidt (* 19. November 1941 in Nürnberg) ist ein deutscher Fußballfunktionär.

## Leben
Schon bei den Olympischen Sommerspielen 1972 in München war der gelernte Verwaltungsfachmann Mitarbeiter des Organisationskomitees, ebenso zwei Jahre später bei der ersten Fußball-WM in Deutschland. Danach arbeitete er in Gremien der FIFA und der UEFA für die Organisation von Welt- und Europameisterschaften. Von 1976 bis 1992 war er zuerst Abteilungsleiter und dann Direktor in der DFB-Zentrale. Anschließend war er bis 2007 DFB-Generalsekretär. Er war zudem von Januar 2001 bis Sommer 2006 geschäftsführender Vizepräsident des Organisationskomitees für die Fußball-Weltmeisterschaft 2006 in Deutschland. 
Von 2007 bis 2013 bekleidete Schmidt das Amt des DFB-Schatzmeisters. Außerdem war er im Rahmen der Fußball-Weltmeisterschaft 2010 in Südafrika als Berater für das Organisationskomitee tätig. Seit 2007 ist Schmidt Vorstandsmitglied von Euro-Sportring, einer Stiftung, die internationale Sportturniere für Jugend- und Breitensportvereine in Europa organisiert.
Im Nachgang zur Fußball-WM 2006 geriet Schmidt in den Fokus von Untersuchungsbehörden. Schmidt hatte 2007 die Steuererklärung für die WM 2006 unterschrieben, in der eine Beteiligung an einem Kulturprogramm als Betriebsausgabe aufgeführt worden war. Die Staatsanwaltschaft Frankfurt am Main gab am 3. November 2015 bekannt, dass sie gegen Schmidt wegen des Verdachts auf Steuerhinterziehung ermittele, und erhob im Mai 2018 Anklage.
Die Schweizerische Bundesanwaltschaft leitete am 6. November 2015 ein Strafverfahren gegen Schmidt wegen des Verdachts auf Betrug, ungetreue Geschäftsbesorgung, Geldwäscherei und Veruntreuung eing, Anfang August 2019 wurde gegen Schmidt Anklage wegen Betrugs erhoben; der Vorwurf der Geldwäsche war im Monat zuvor fallengelassen worden. Im Mittelpunkt des Verfahrens stehen die Umstände einer Zahlung von 10 Millionen Franken an den Unternehmer Robert Louis-Dreyfus, der diesen Betrag zuvor Franz Beckenbauer als Kredit zur Verfügung gestellt hatte. Im April 2020 wurde das Strafverfahren in der Schweiz wegen Verjährung eingestellt.
Horst R. Schmidt ist verheiratet und lebt seit vielen Jahren in Aschaffenburg.

## Auszeichnungen
Schmidt erhielt im Juli 2005 den Bayerischen Verdienstorden. 2002 erhielt er das Bundesverdienstkreuz am Bande und 2013 die 1. Klasse. Er ist Ehrenmitglied des Deutschen Fußball-Bundes.